# Mosav

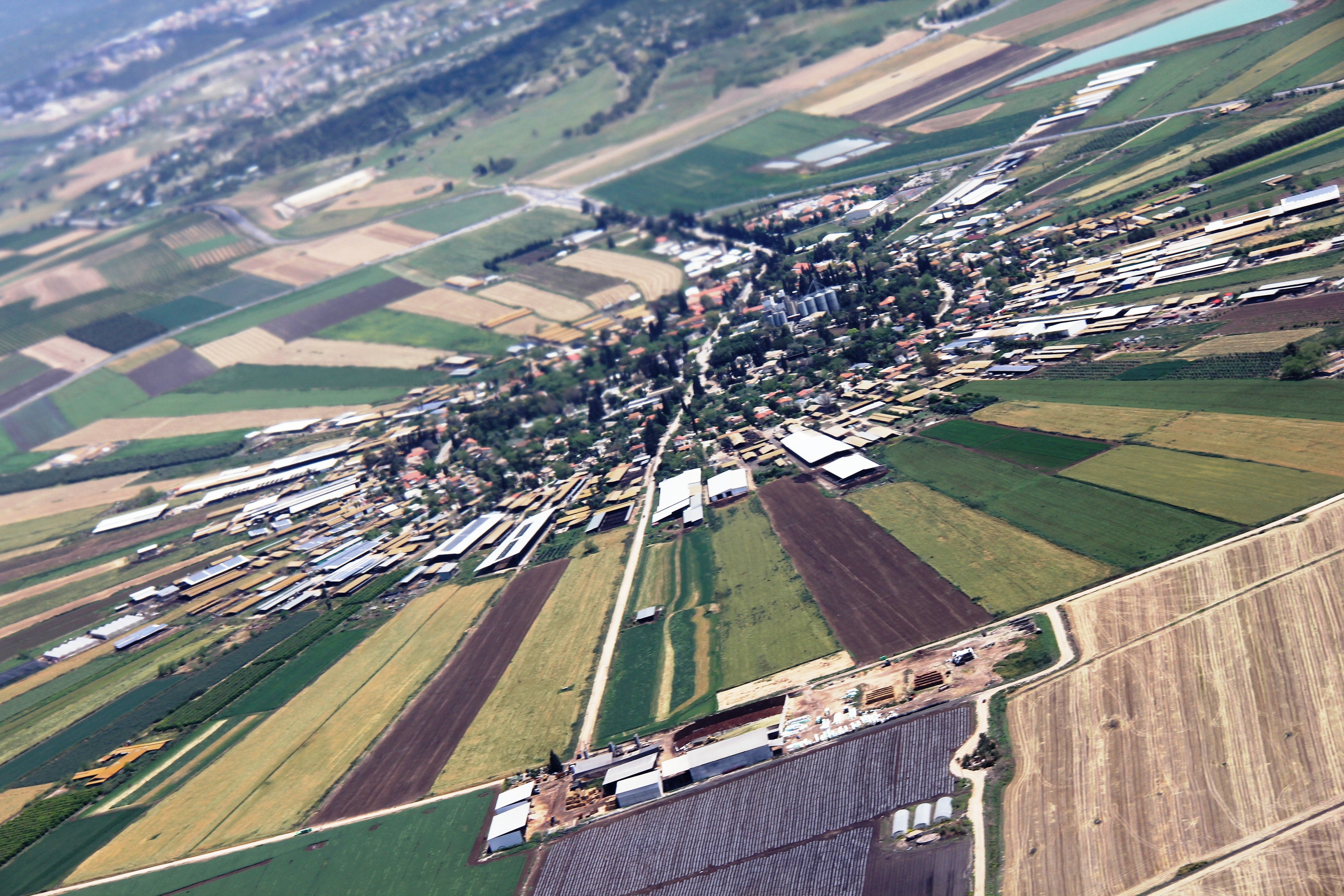
Nahalal, az 1921-ben alapított első mosav a Jezréel-völgyben

A mosav (héberül: מוֹשָׁב; többes szám: mosavim, héberül: מושבים), izraeli városok vagy települések egy fajtája, különösen az egyéni gazdaságokból álló szövetkezeti, mezőgazdasági közösségek egy formája, amelyet a szocialista cionisták vezettek be az második alija hullámot követően. A mosavok lakóit, vagy tagjait mosavniknak (héberül: מוֹשַׁבְנִיק) nevezik.

## Alapításuk
A mosavok, a kibucokhoz hasonlóan, a hangsúlyt a közösségi munkára helyezik. A 20. század elején, a brit fennhatóság alatt álló Palesztinában a cionista államépítési program részeként, a jisuv terv keretében, alakították ki őket. A kollektív gazdálkodású kibucokkal ellentétben a mosavokban az egyes gazdaságok többnyire magántulajdonban maradtak, viszont méretük nem különbözhetett egymástól. 

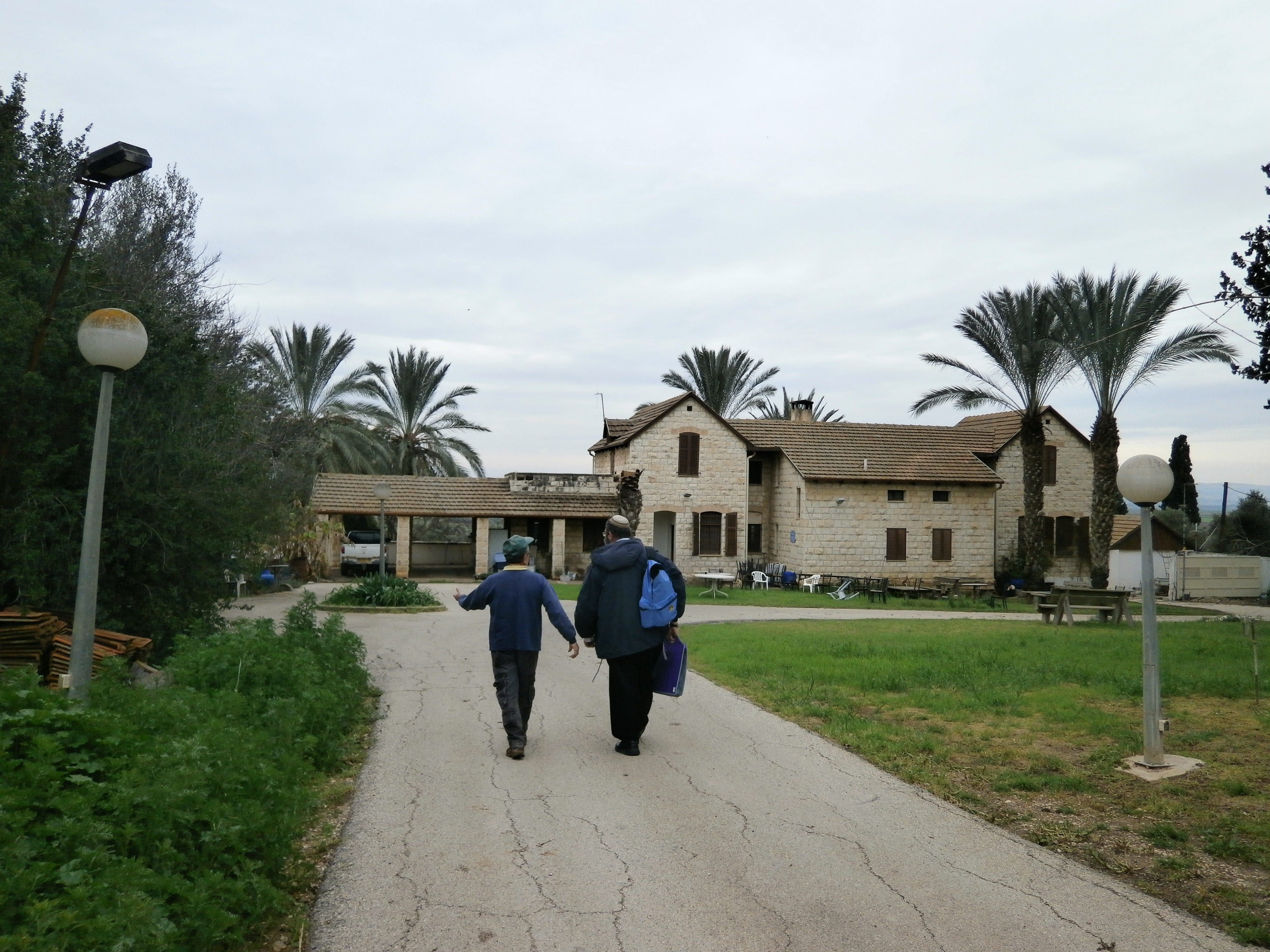
Merhavia mosav

A mosavnikok egyéni, vagy közös munkával termesztenek terményeket és egyéb javakat a gazdaságaikban, a nyereséget és az élelmiszereket pedig a saját maguk ellátására fordítják. A mosavokat választott tanács (héberül: ועד, "bizottság") irányítja. A közösségi projekteket és létesítményeket különadóból (héberül: מס ועד, "bizottsági adó") finanszírozzák. Ezt az adót a közösség minden háztartása számára egyenlően, egyben kötelezően, állapítják meg.       

## Jelentőségük az integrációban
Az első mosavot, Nahalalt, 1921. szeptember 11-én alapították a Jezréel-völgyben. 1986-ra mintegy 156 700 izraeli élt és dolgozott, összesen 448 mosavban; ezek nagy része nyolc szövetségbe tagozódott.
Mivel a mosav szerveződések megtartották a családot mint a közösségi élet alapját, ezért a mizrahi (szefárd, iraki, szíriai, iráni, buharai, kaukázusi, jemeni stb.) zsidó bevándorlók számára; sokkal vonzóbbak voltak az 1950-es években és az 1960-as évek elején, mint a kibucok, mert azokkal ellentétben a mosavok elkerülték az olyan kísérletezéseket, mint amilyen a közösségi gyermeknevelés, vagy a nemek egyenlőségének bevezetése. Ezek az úgynevezett "bevándorló mosavok" (héberül: מושב עולים) a keleti bevándorlók felszívódásának, integrálásának talán legsikeresebb formáját jelentették; sokkal kiegyensúlyozottabb felemelkedést tett lehetővé a mosavnikok számára a középosztályba, mint amilyet az átmenet nélküli, közvetlen, városi életbe való beilleszkedési lehetőség hozott volna. 

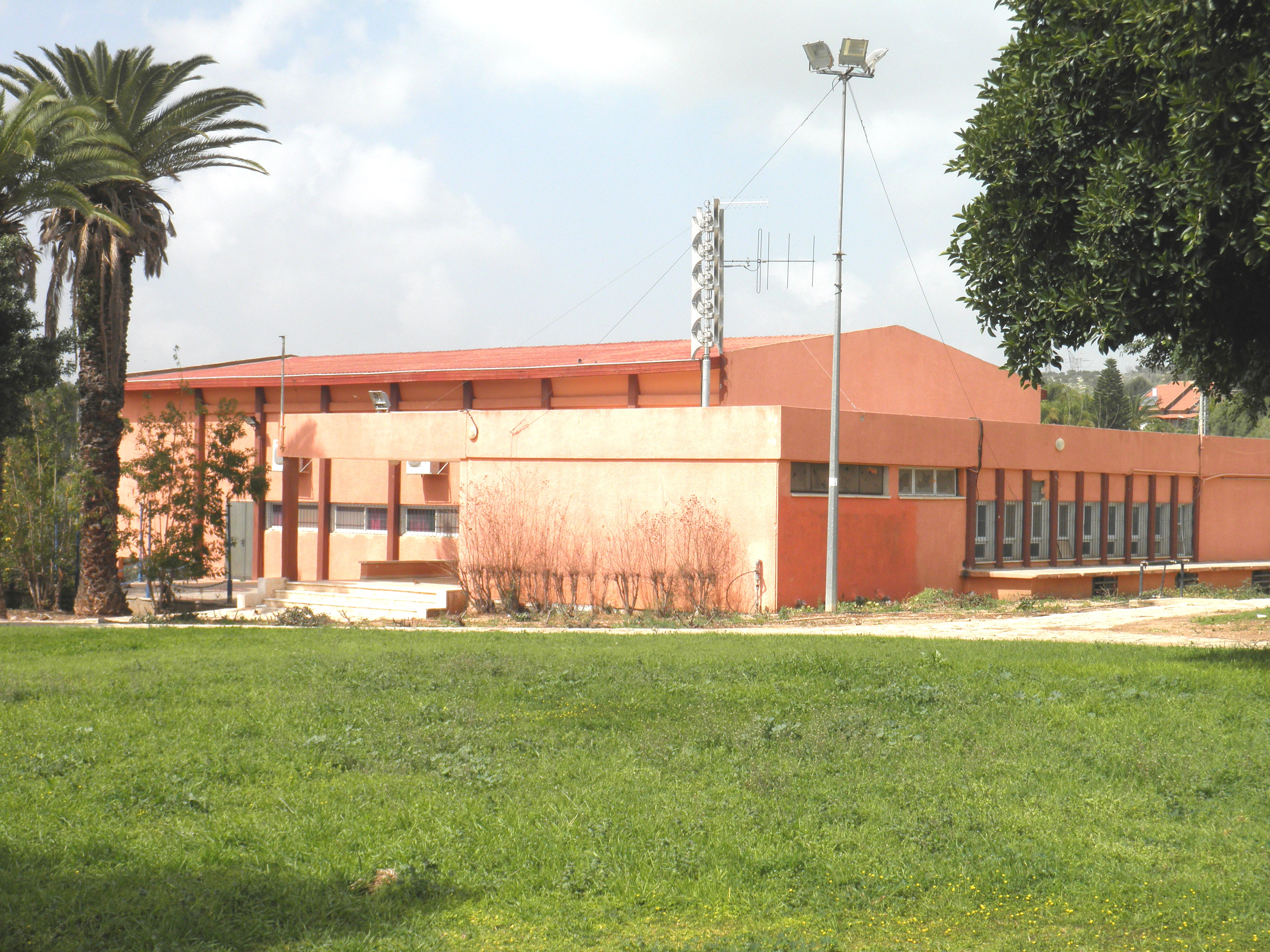
Zekharia mosav

Az integrációban betöltött szerepe miatt a mosav modell alapvetően mizrahi, míg a kibuc mozgalom meghatározóan askenázi hátterű volt.   

## Átalakulásuk
Az 1967-es hatnapos háborút követően mind a mosavok, mind a kibucok egyre inkább külső, köztük palesztin, munkaerőre támaszkodtak. Az 1980-as évek elején a pénzügyi instabilitás sok mosavot súlyosan érintett, ahogyan a magas születési szám és az egyre több, olyan felnőtté váló "mosav gyermek" tartós befogadásának problémája is, akik a közösségben kívántak maradni. 
Az 1980-as évek végére az új, fiatal mosavnik generációk egyre inkább a mosav közösségen kívüli, nem mezőgazdasági ágazatokban helyezkedtek el, így egyes mosavok kezdtek olyan agglomerációs településekké válni, amelyek tagjai naponta ingáznak a munkahelyükre. 
Az izraeli társadalmon belüli szerepüket vizsgálva összességében elmondható, hogy, egyrészt a mosavok soha nem élveztek olyan magas "politikai elit" státuszt, mint amilyet az Izraeli Munkapárt dominanciája idején a kibucok élveztek; másrészt viszont nem kellett elszenvedniük a kibucok 1970-es és 1980-as évekbeli súlyos presztízscsökkenését sem, a Likud 1977-től kezdődő kormányzásától kezdve.

## Keresztény mosavim
A keresztény moshavimok, mint például az Izrael határain túl is ismert Nes Ammim, marginális jelenségnek számítanak.

## Felszámolt mosavim
Izrael egyoldalú kivonulási terve, más néven "Sárón-terv", Ariél Sárón izraeli miniszterelnök 2004-es javaslata volt, amely szerint Izrael kivonul az  1967-es hatnapos háborút követően elfoglalt területek egy részéről, és felszámol néhány izraeli települést, míg másokat tartósan megtart. 
A tervet 2005-ben hajtották végre, az alábbi mosavim kerültek felszámolásra:
Bedolach 1979-2005
Bnei Atzmon 1982-2005
Gadid 1982-2005
Gan Or 1983-2005
Katif 1985-2005
Morag 1983-2005
Netzer Hazani 1997-2005

## A jelen
Napjainkra a mosavok kezdetben meghatározóan kollektív tevékenységeken és közösségi életformán alapuló működését a mosavnikok, a mosav-tagok egyre nagyobb gazdasági autonómiája és társadalmi individualizálódása jellemzi. Számos kollektív funkció azonban az erősödő trend az ellenére is megmaradt.
2003-ban országosan 452 mosav volt, ezek az izraeli lakosság mintegy 3 százalékának adtak otthont (szemben a kibucok 1,8 százalékával), és Izrael mezőgazdasági termelésének meghatározó részét biztosították.

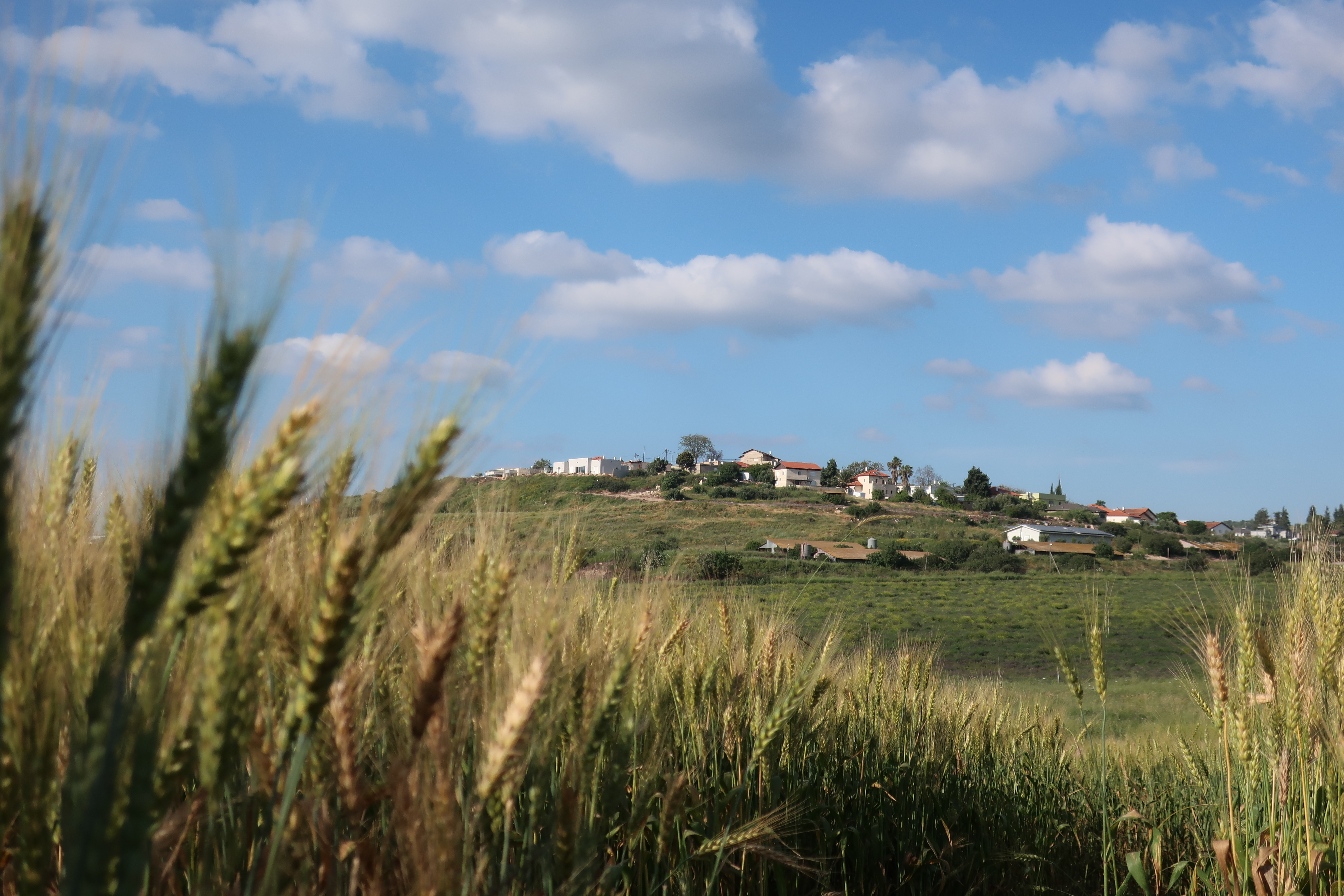
Misel mosav

Hírneves izraeli értelmiségiek is élnek mosavimban, közülük a Jeruzsálem melletti Mesilat Zion mosavban élő Yuval Noah Harari a legismertebb.

## Mosavim lista
- Aderet
- Adirim
- Almagor
- Aminadav
- Amirim
- Amqa
- Ashalim
- Aviel
- Aviezer
- Avigdor
- Avihayil
- Avital
- Avivim
- Avnei Eitan
- Balfouria
- Bedolah
- Beer-Touvia
- Beit Gamliel
- Beit Hanan
- Beit Hanania
- Beit Meir
- Beït-Yéhoshoua
- Beit Yitzhak
- Beit Zayit
- Ben-Shemen
- Bitzaron
- Bourgata
- Dekel
- Dishon
- Eshtaol
- Even Menachem
- Even Sapir
- Ein Hatzeva
- Ein Yahav
- Elishama
- Gadid
- Gan HaDarom
- Gan HaShomron
- Gan Or
- Gilat
- Gimzo
- Giv'at Hen
- Givat-Shapira
- Giv'at Ye'arim
- Giv'ati
- Hagor
- Hamra
- HaOn
- Hogla
- Katif
- Kfar-Hassidim
- Kfar-Haïm
- Kfar-Hitim
- Kfar Malal
- Kfar Mordechai
- Kfar-Netter
- Kfar-Ouria
- Kfar Sirkin
- Kfar-Warburg
- Kmehin
- Komemiyut
- Maor
- Margaliot
- Matzliah
- Meron
- Mesilat Zion
- Mevo Modi'im
- Mishmar Hashlosha
- Morag
- Nahalal
- Nehalim
- Netaim
- Netiv HaAsara
- Netzer Hazani
- Nevatim
- Neve Ativ
- Nir Akiva
- Odem
- Ofer
- Ora
- Otzem
- Paran
- Ram-On
- Sde David
- Sde Nitzan
- Sde Uziyahu
- Sdé-Yaakov
- Shadmot Devora
- Smadar
- Talmei Yosef
- Telamim
- Tel-Adashim
- Ya'ad
- Yakhini
- Yad Rambam
- Yad Natan
- Yated
- Yesha
- Yodfat
- Yonatan
- Zar'it
- Zohar

Forrás: Statistical Abstract of Israel, Central Bureau of Statistics, Jerusalem, 2007.

## Fordítás
Ez a szócikk részben vagy egészben  a   Moshav című angol Wikipédia-szócikk ezen változatának fordításán alapul.  Az eredeti cikk szerkesztőit annak laptörténete sorolja fel. Ez a jelzés csupán a megfogalmazás eredetét és a szerzői jogokat jelzi, nem szolgál a cikkben szereplő információk forrásmegjelöléseként.